# Ștefan Găvenea
Ștefan Găvenea (n. 11 septembrie 1944, Tulcea, România) este un artist plastic, grafician, pictor și muzeolog român. Fiu al acuarelistului Constantin Găvenea, el a absolvit Institutul de Arte Plastice din București, devenind membru al Uniunii Artiștilor Plastici din România. A expus în numeroase expoziții din România și de peste hotare.

## Date biografice
Ștefan Găvenea și-a început studiile în 1951 la „Școala Primară nr. 2”, din Tulcea, construită de creatorul serviciului de spionaj român (SSI), Mihail Moruzov și condusă de sora acestuia. Cei trei ani de școală medie i-a petrecut într-o clădire din curtea bisericii Sfântul Gheorghe (cu ceas), unde tatăl său, Constantin Găvenea, i-a fost profesor de desen. A continuat studiile la Liceul nr.1 („Liceul Spiru Haret”) si, mai apoi, la Liceul de Arte Plastice Nicolae Tonitza Bucuresti.
A absolvit Institutul Pedagogic București - Facultatea de Arte Plastice și Institutul de Arte Plastice "Nicolae Grigorescu" din București. A devenit membru al Uniunii Artiștilor Plastici din România în anul 1970. 
Este continuator al tradiției artistice a familiei sale, tatăl său Constantin Găvenea a fost unul dintre marcanții acuareliști români contemporani.

### Expoziții personale
1978 Tulcea, 1980 Vaslui, 1983, 1992, 1994 Mannheim, 1983 Heidelberg, 1984 Constanța, 1986, 1989, în Danemarca la Aalborg (1996 și 2006)) și la Aabybro (1993), 1991 București, 1995 Stuttgart, 1996 Geneva, 2006 Green Bay (S.U.A.). 

### Participări la expoziții românești peste hotare
1971 - Baku, 1974 - Bremen, 1976 și 1983- Praga, apoi Berlin, Bratislava, Sofia, 1977 - Dortmund, 1978 - Cetinje, Bar, Moscova, Rotterdam, Aalborg, Budapesta, Madrid, Havana, 1980 - Copenhaga, 1982 - Ferrara, 1983 - Cairo, 1986 - Washington, 1987 - Veneția, 2006-Dakar (Senegal)

### Participări la expoziții de grup
1972, 1976 - Tulcea, 1976, 1979, 1980, 1988 - București, 1978 - Liege, 1986 - Veneția, 2006-București

### Participări la expoziții internaționale
Lublin - Trienala Internațională de Artă - 1985
Montreal - Expoziția internațională de Miniatură - 1985

### Premii
Premio Nazionale Del Lavoro "La Minerva d'oro" - Italia - 1987
Ordinul Meritul Cultural in Grad de Cavaler

## Activitate profesională
- 1973-1978, 1983-1988 - șef secție a Muzeului de Artă din Tulcea, organizator al saloanelor naționale de gravură
- 1978-1983 - director al Școlii Populare de Artă din Tulcea
- 1975-1990 - președinte al Filialei U.A.P. Tulcea
- 1994-1997 - vicepreședinte al Uniunii Artistilor Plastici din Romania - uniune de creație a artiștilor plastici profesioniști
- din 2007 președinte al VISARTA - organism de gestiune colectivă a drepturilor de autor din domeniul artelor vizuale

A publicat articole in presă, cataloage si a organizat expoziții de artă.